# Henefeld (Adelsgeschlecht)

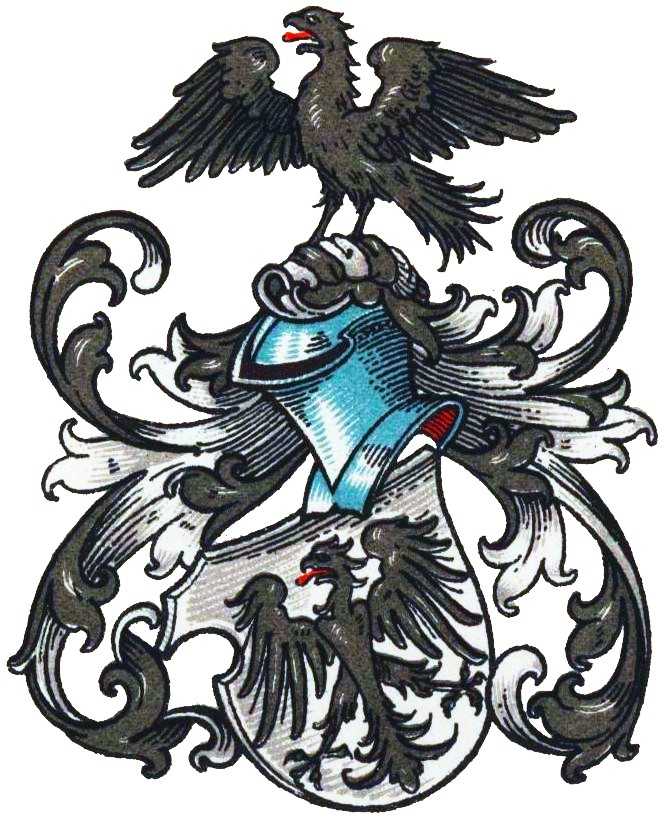
Stammwappen derer von Henefeld genannt Naschart im Wappenbuch des Westfälischen Adels

Henefeld (auch Heneveld, Henevelde, Hellefeld sowie kombiniert oder allein mit dem Genanntnamen Naschart, Nasschard o. ä.) ist der Name eines westfälischen Adelsgeschlechts.

## Geschichte
Das Geschlecht stammt aus Hellefeld im Sauerland. Schon 1323 wird ein Hermanno dicto Naschart als Zeuge erwähnt. 1335 tritt ein Johannes Naschart als Urkundenzeuge auf. 1361 war Gherde Helevelde Empfänger einer Schulderklärung. Ein Knappe Arnold Naschard bzw. Arnd Nasschart erscheint 1370 und 1372 als Urkundenzeuge. Richter Arnold von Helevelde gen. Naschart zu Warendorf bezeugte 1377 die Resignation auf eine Hufe. Dieser Arnold war mit einer Styne von Rechede verheiratet und hatte einen gleichnamigen Sohn Arnd van Helevelde, anders genannt Naschard, der 1429, als sein Vater bereits verstorben war, zusammen mit seiner Mutter Styne unter Zustimmung von Stynes Mutter Katharina Eigenhörige mit dem Domküster zu Münster tauschte. 1419 bezeugte der Warendorfer Richter Heinrich Stenhues, dass ein Arnd van Helevelde, genannt Naschard, den Domvikaren eine Rente aus seinem Haus zu Warendorf verkauft hatte. Ob es sich hierbei um den Senior oder den Junior handelte, ist nicht ermittelbar. 1431 erscheinen die Brüder Arnd, Koter und Johan von Helevelde genannt Naschard als sie ihren Eigenhörigen Gerd Wedekynt, Sohn des Küsters zu Beelen, an den Domherrn Hinrik van Velsten zu Paderborn verkauften.
Von 1440 bis 1519 saß die Burgmannsfamilie auf Haus Keuschenburg. 1455 versprachen Cort van Mechelen und Johan van Helvede genannt Nasscherd tor Kurseneborch dem Hinrik Drehus und Johan den Vysschere, Bürger zu Ahlen, den Kauf, den Jutte, Witwe Jurryens van Walsem, und ihre Töchter Styne und Ricmoyd betreffend den Zehnt und Afhorst, den der Verstorbene über die Güter im Kirchspiel Neuahlen, nämlich über den Hof to Horsele, Lambertes gud to Horsele, Johans Bisscopinch gud zo Telegen, Seryes hove van der Heghe to Telegen, die Johann von Ascheberghe über eine dem Kloster Marienfeld gehörige Kottstätte hatte, Arndes hove to Telegen, dem Dom zu Münster gehörig, und über Selenprenshove to Telegen ohne Afhorst, zu gewährleisten, unter Versprechen des Einlagers in der Stadt Beckum.
Ein Hermann Nasschard, verheiratet mit einer Gertrud von Ketteler, Besitzer eines Guts in bzw. bei Beckum, war 1468 bereits verstorben. 1489 wird ein Bernd von Hellefelde genannt Nasschart als Urkundenzeuge erwähnt.
Laurenz von Henefeld (Laurentius von Helvelde) verkaufte 1492 eine Rente vom Langenhus an das Paderborner Domkapitel. 1495 verkaufte der Knappe Johan van Helvelde gen. Nasschart eine Jahresrente von einem rheinischen Goldgulden für 21 rheinischen Goldgulden, zahlbar auf Ostern aus Sparenbergs Erbe im Kirchspiel Warendorf, Bauerschaft Groppelingen upter Hessell. Als Zeuge tritt u. a. auch sein Bruder Laurencius van Helvelde gen. Nasschart, Domherr zu Paderborn, auf.
Laut Max von Spießen lebte der Letzte des Geschlechts, der Paderborner Domherr Laurenz von Henefeld, noch 1502. Tatsächlich erscheint derselbe als Laurenz Naschart noch 1507. Außerdem war ein Johann Nasschart noch 1526 und 1530 Bürger zu Werl.
Ein angeblicher Nachkomme der Henefeld/Hellefeld namens Nicolaus Hellfeld soll sich als Theologe im 16. Jahrhundert in das Gothaer Land begeben haben, wo er als Pfarrer in Hausen, Laucha und Siebleben wirkte. Nachkömmlinge dieses Theologen bekleideten verschiedene geistliche und weltliche Stellen im Herzogtum Sachsen-Gotha, ohne Anspruch auf das Adelsprädikat zu erheben. Aus dieser Familie stammte auch Johann August von Hellfeld (1717–1782), der 1764 den Adelsstand verliehen bekam.

## Persönlichkeiten
- Arnold von Henefeld (14. Jh.), Richter zu Warendorf
- Laurenz von Henefeld (Ende 15. Jh./Anfang 16. Jh.), Domherr zu Paderborn

## Wappen
- Blasonierung des Stammwappens: In Silber ein schwarzer Adler. Auf dem schwarz-silbern bewulsteten Helm mit schwarz-silbernen Helmdecken der schwarze Adler.[1]